# Pattinaggio di velocità ai IX Giochi asiatici invernali - 1000 metri femminile
La gara dei 1000m femminile si è svolta l'11 febbraio 2025 allo Heilongjiang Winter Sports Training Center di Harbin, in Cina.

## Risultati
| Rank | Pair | Atleta             | Tempo   | Note |
| ---- | ---- | ------------------ | ------- | ---- |
| 1    | 8    | Han Mei            | 1:15.85 |      |
| 2    | 9    | Yin Qi             | 1:16.08 |      |
| 3    | 7    | Lee Na-hyun        | 1:16.39 |      |
| 4    | 8    | Kim Min-sun        | 1:16.74 |      |
| 5    | 9    | Rio Yamada         | 1:16.88 |      |
| 6    | 10   | Kang Soo-min       | 1:17.90 |      |
| 7    | 10   | Nadezhda Morozova  | 1:17.96 |      |
| 8    | 6    | Rin Kosaka         | 1:18.07 |      |
| 9    | 7    | Anna Kubo          | 1:18.75 |      |
| 10   | 2    | Darya Vazhenina    | 1:19.01 |      |
| 11   | 3    | Xu Meng            | 1:19.50 |      |
| 12   | 5    | Chen Ying-chu      | 1:19.74 |      |
| 13   | 5    | Kako Yamane        | 1:19.76 |      |
| 14   | 3    | Inessa Shumekova   | 1:19.79 |      |
| 15   | 6    | Kim Kyoung-ju      | 1:19.93 |      |
| 16   | 4    | Arina Ilyachshenko | 1:22.49 |      |
| 17   | 2    | Yu Shihui          | 1:23.92 |      |
| 18   | 4    | Shruti Kotwal      | 1:28.59 |      |
| 19   | 1    | Nicole Law         | 1:37.38 |      |
| 20   | 1    | Diya Harsha Rao    | 1:49.59 |      |